# Mỹ An, Mang Thít
Mỹ An là một xã cũ thuộc huyện Mang Thít, tỉnh Vĩnh Long, Việt Nam.

## Địa lý
Xã Mỹ An nằm ở phía Tây huyện Mang Thít, có vị trí địa lý:
- Phía Đông giáp xã Mỹ Phước và xã Nhơn Phú
- Phía Tây giáp huyện Long Hồ
- Phía Nam giáp xã Long Mỹ và xã Hòa Tịnh
- Phía Bắc giáp sông Cổ Chiên.

Xã Mỹ An có diện tích 13,05 km², dân số năm 1999 là 9.158 người, mật độ dân số đạt 702 người/km².

## Hành chính
Xã Mỹ An được chia thành 9 ấp: An Hòa, An Hưng, An Hương 1, An Hương 2, Chợ, Hòa Long, Hòa Mỹ 1, Hòa Mỹ 2, Thanh Hương.